# Automeris amagabriellae
Automeris amagabriellae é uma espécie de mariposa do gênero Automeris, da família Saturniidae.
Sua ocorrência foi registrada na Peru, Departamento de Amazonas, Montenegro, 900 m de altitude. Também foi observada no México.